# Scandal 10th Anniversary Festival: 2006–2016
A Scandal 10th Anniversary Festival: 2006–2016 (a borító írásmódja szerint SCANDAL 10th ANNIVERSARY FESTIVAL『2006-2016』, rövidítve Scafes (スキャフェス)) a Scandal japán pop-rock együttes hetedik koncertlemeze, mely 2016. november 3-án jelent meg az Epic Records Japan gondozásában. A felvételek 2016. augusztus 21-én az együttes alapításának tizedik évfordulóját megünneplő szabadtéri fesztiválon, az oszakai szakai–szenbokui kikötő Izumiócu Phoenix nevű színpadán készültek 12 000-es közönség előtt. A kiadvány a negyedik helyet érte el a japán Oricon heti összesített DVD és a kilencediket a heti összesített Blu-ray eladási listáján.

## Számlista
- 1. lemez

1. Love Survive
2. BEAUTeen!!
3. Happy Birthday
4. Playboy
5. Taijó Scandalous (太陽スキャンダラス?, ’Botrányos Nap’)
6. Joake no rjúszeigun (夜明けの流星群?, ’Hajnali meteorzápor’)
7. Koi mojó (恋模様?, ’Szerelemminta’)
8. Ucsiagehanabi (打ち上げ花火?, ’Tűzijáték-rakéta’)
9. Doll
10. Sódzso S (少女S?, ’Lányok’)
11. Sunkan Sentimental (瞬間センチメンタル?, ’Érzelmes pillanat’)
12. Switch (スイッチ?, ’Kapcsoló’)
13. Aitai (会いたい?, ’Találkozzunk!’)
14. Szajonara My Friend (さよならMy Friend?, ’Viszlát, barátom’)
15. Sisters
16. Love Me Do
17. Stamp!
18. Take Me Out
19. Koe (声?, ’Hang’)
20. Avanai cumori no, genki de ne (会わないつもりの、元気でね?, ’Nem akarok többet találkozni veled, vigyázz magadra!’)
21. Everybody Say Yeah!
22. Your song
23. Image
24. Rock ’n Roll
25. Hacsigacu (8月?, ’Augusztus’)
26. Scandal Baby
27. Scandal in the House

2. lemez
1. „Speciális”-jelenetek
2. „Hogyan készült”-jelenetek